# Diecezja Pembroke
Diecezja Pembroke – diecezja rzymskokatolicka w Kanadzie. Została erygowana w 1882 jako wikariat apostolski Pontiac.  W 1898 podniesiona do rangi diecezji.

## Biskupi diecezjalni
- Narcisse Zéphirin Lorrain † (1882 − 1915)
- Patrick Thomas Ryan † (1916 − 1937)
- Charles Leo Nelligan † (1937 − 1945)
- William Joseph Smith † (1945 − 1971)
- Joseph Raymond Windle † (1971 − 1993)
- Brendan O'Brien (1993 − 2000)
- Richard William Smith (2002 − 2007)
- Michael Mulhall (2007 − 2019)
- Guy Desrochers (2020 – 2023)
- Michael Brehl  (2024–nadal)